# (36992) 2000 SN361
2000 SN361 (asteroide 36992) é um asteroide da cintura principal. Possui uma excentricidade de 0.09129640 e uma inclinação de 5.78149º.
Este asteroide foi descoberto no dia 23 de setembro de 2000 por LONEOS em Anderson Mesa.